# Aranarache
Aranarache là một đô thị trong tỉnh và cộng đồng tự trị Navarre, Tây Ban Nha. Đô thị này có diện tích là 5,07 ki-lô-mét vuông, dân số năm 2007 là 79 người.
Đô thị nằm ở độ cao m trên 781 mực nước biển.

## Biến động dân số
| Biến động dân số                                           | Biến động dân số | Biến động dân số | Biến động dân số | Biến động dân số | Biến động dân số | Biến động dân số | Biến động dân số | Biến động dân số | Biến động dân số | Biến động dân số |
| 1996                                                       | 1998             | 1999             | 2000             | 2001             | 2002             | 2003             | 2004             | 2005             | 2006             | 2007             |
| ---------------------------------------------------------- | ---------------- | ---------------- | ---------------- | ---------------- | ---------------- | ---------------- | ---------------- | ---------------- | ---------------- | ---------------- |
| 93                                                         | 91               | 94               | 95               | 95               | 93               | 89               | 85               | 80               | 79               | 79               |
| Sources: Aranarache et instituto de estadística de navarra |                  |                  |                  |                  |                  |                  |                  |                  |                  |                  |